# Ralphs
Ralphs是美国南加利福尼亞州的一家连锁超市。它是总部设立在辛辛那提的克羅格最大的子公司，也是密西西比河以西地区最古老的连锁超市。Ralphs Grocery Company由 George Albert Ralphs和他的兄弟Walter Benjamin Ralphs于1873年在洛杉矶创立。